# Liutprand (Benevent)

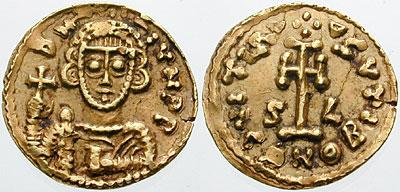
Von Liutprands Mutter Scauniperga geprägter Tremissis

Liutprand  (* um 740; † nach 758) war von 751 bis 758 Herzog von Benevent.

## Leben
Liutprand war der Sohn des dux Gisulf II. von Benevent und dessen Frau Scauniperga. Im November 747 schenkten „Domna Scaniperga et Domnus…Liuprand“ dem Kloster Volturno einige Leibeigene. Nach Gisulfs Tod im Jahr 751 wurde Liutprand sein Nachfolger und seine Mutter Scauniperga übernahm bis 756 die Regentschaft.
Nachdem König Aistulf 756 gestorben war, brach zwischen dessen Bruder Ratchis und Desiderius ein Nachfolgestreit aus. Die mittel- und süditalienischen Dukate Spoleto und Benevent nutzten diese Schwäche des Königtums und wurden wieder autonom.
König Desiderius festigte seine Stellung im Langobardenreich, indem er 758 in das Dukat Spoleto einmarschierte, dux Alboin gefangen nahm und das Dukat zunächst nicht wieder vergab. Dux Liutprand von Benevent floh ins byzantinische Otranto und Desiderius setzte seinen Schwiegersohn Arichis II. in dessen Amt ein. Liutprands weiteres Schicksal ist nicht überliefert.